# OTOF
OTOF es un gen humano que se encuentra situado en el brazo corto del cromosoma 2 (2p23.1), entre las bases 26.680.070 y 26.781.565. Codifica una proteína compuesta por 1.230 aminoácidos denominada otoferlina .  La otoferlina se encuentra presente en el cerebro y en el oído interno, en el citoplasma de las células situadas en la cóclea, desempeñando un importante papel en el proceso de audición, se cree que de alguna manera interviene en el mecanismo de neurotransmisión que hace posible que las señales nerviosas viajen desde el oído a la región del cerebro encargada de procesarlas.  Se han encontrado diversas mutaciones que afectan a este gen y provocan sordera no sindrómica, es decir sordera de origen genético no asociada a malformaciones o alteraciones en otros órganos. Algunas de estas mutaciones provocan la existencia de una molécula de otoferlina anómala que no cumple correctamente su función fisiológica. Las mutaciones del gen OTOF pueden transmitirse a la descendencia, causando sordera familiar.